# Princípio da bivalência
Em lógica, a semântica princípio da bivalência ou lei da bivalência afirma que toda sentença declarativa que expressa uma proposição de uma teoria sob análise possui um único valor de verdade: ou verdadeiro ou falso. Uma lógica que satisfaz esse princípio é chamada lógica bi-valorada ou lógica bivalente.
Na lógica formal, o princípio da bivalência torna-se uma propriedade que uma semântica pode ou não possuir. Não é o mesmo que a Lei do terceiro excluído, entretanto, e a semântica pode satisfazer a lei sem ser bivalente.
O princípio da bivalência é estudado na lógica filosófica para abordar a questão de quais declarações da linguagem natural tem um valor verdade bem definido. Sentenças que predizem eventos futuros, e sentenças que parecem abertas a interpretação, são particularmente difíceis para filósofos que defendem que o princípio da bivalência aplica-se para todas as declarações da linguagem natural declarativa. A lógica polivalente formaliza ideias de que uma caracterização realista da noção de consequência requer a admissibilidade das premissas que, devido a imprecisão, indeterminação temporal ou quântica, ou falha de referência, não podem ser consideradas classicamente bivalentes. Falhas de referência também podem ser abordadas pela lógica livre.

## Relação com a Lei do terceiro excluído
O princípio da bivalência relaciona-se com a lei do Lei do terceiro excluído, embora a última seja uma expressão sintática da língua de uma lógica da forma "P ∨ ¬P". A diferença entre o princípio e a lei é importante porque há lógicas que validam a lei, mas que não validam o princípio.  Por exemplo, a tri-valorada Lógica do Paradoxo (LP) valida a lei do terceiro excluído, mas não o Princípio da não contradição, ¬(P ∧ ¬P), e sua interpretação pretendida não é bivalente. Na clássica bi - valoração lógica, tanto a lei do terceiro excluído quanto a lei da não contradição se mantém
Muitos sistemas modernos de Programação lógica substituem a lei do terceiro excluído pelo conceito da negação por falha. O programador pode desejar adicionar a lei do terceiro excluído definindo-a explicitamente como verdadeira; no entanto, isso não se presume a priori.

## Lógica Clássica
A interpretação pretendida da lógica clássica é bivalente, mas isso não é verdadeiro para toda semântica da lógica clássica. Na semântica booleana (para a Lógica proposicional clássica), os valores verdade são os elementos de uma álgebra booleana arbitrária. “Verdadeiro” corresponde ao elemento máximo da álgebra, e “falso” corresponde ao elemento mínimo. Elementos intermediários da álgebra correspondem a outros valores verdade que não “verdadeiro” e “falso”. O princípio da bivalência mantém-se somente quando a álgebra booleana é tida como uma álgebra de dois elementos, que não tem elementos intermediários.
Atribuir semântica booleana à lógica de predicados clássica requer que o modelo seja uma álgebra booleana completa porque a Quantificação universal mapeia para a operação ínfima, e a Quantificação existencial mapeia para a operação suprema;  isso é chamado um modelo booleano. Todas as álgebras booleanas finitas são completas.

## Críticas

### Futuros contingentes
```
              "Haverá uma batalha naval amanhã".
```

O princípio de bivalência afirma:
Ou é verdade que haverá uma batalha naval amanhã, ou não é verdade que haverá uma batalha naval amanhã.
Aristóteles hesitou em adotar bivalência para tal futuros contingentes;  Crisipo de Solis, o estoico lógico, adotou a bivalência para essa e todas as outras proposições. A controvérsia continua a ser de importância central, tanto a metafísica e a filosofia da lógica.
Uma das motivações iniciais para o estudo das lógicas polivalentes tem sido precisamente esta questão. No início do século 20, o polonês Jan Lukasiewicz lógico formal, propôs três valores de verdade: o verdadeiro, o falso e o que ainda não determinado. Esta abordagem foi posteriormente desenvolvida por Arend Heyting e Luitzen Egbertus Jan Brouwer; ver lógica Lukasiewicz.
Questões como essa também têm sido abordadas em várias lógicas temporais, onde se pode afirmar que "Eventualmente, ou haverá uma batalha naval amanhã, ou não haverá." (O que é verdade, se "amanhã" eventualmente ocorrer).

### Imprecisão
Quebra-cabeças como o Paradoxo sorites (ou Paradoxo do monte) e a Falácia Continuum (ou Falácia da barba) levantaram dúvidas quanto à aplicabilidade da lógica clássica e o princípio da bivalência de conceitos que podem ser vago na sua aplicação. A Lógica difusa e outras lógicas de múltiplos-valores têm sido propostos como alternativas que lidam com conceitos vagos melhor. Verdade (e a falsidade) em lógica difusa, por exemplo, vem em graus variantes. Considere a seguinte declaração na circunstância de classificar maçãs em uma esteira em movimento:
```
             Esta maçã é vermelha. 
[
8
]
```

Após a observação, a maçã é uma cor indeterminada entre amarelo e vermelho, ou seja, manchadas ambas as cores. Assim, a não cor cai nem na categoria “vermelha”, nem na “amarela”, mas estas são as únicas categorias disponíveis para nós enquanto classificamos as maçãs. Podemos dizer que é "vermelho 50%". Este poderia ser refraseado: é 50% verdade que a maçã é vermelha. Portanto, P é de 50% verdadeiro, e 50% falso. Agora considere:
```
              Esta maçã é vermelha e é não-vermelha.
```

Em outras palavras, P e não-P. Isso viola a lei da não-contradição e, por extensão bivalência. No entanto, esta é apenas uma rejeição parcial dessas leis, porque P é apenas parcialmente verdadeira. Se P fosse 100% verdadeiro, não-P seria 100% falso, e não há contradição, porque P e não-P não se sustenta mais.
No entanto, a lei do terceiro excluído é mantida, pois P e não-P implica P ou não-P, uma vez que "ou" é inclusivo. Os dois únicos casos em que P e não-P é falso (quando P é 100% verdadeiro ou falso) são os mesmos casos considerados por lógica de dois valores, e as mesmas regras se aplicam.
Exemplo de uma lógica de 3-valores aplicada a casos vagos (indeterminado):
Kleene 1952  (§64, pp. 332–340) (§ 64, pp 332-340) oferece uma lógica 3-valores para os casos em que os algoritmos que envolvem funções recursivas parciais não podem retornar valores, mas sim acabar com as circunstâncias "u" = indecisos. Ele deixa "t" = "true", "f" = "false", "u" = "indecisos" e redesenha todos os conectivos proposicionais. Ele observa que:
"Nós fomos justificados intuicionisticamente no uso da lógica clássica de 2-valores, quando estávamos usando os conectivos na construção de predicados recursivos primitivos e gerais, uma vez que existe um procedimento de decisão para cada predicado geral recursivo,por exemplo, a lei do terceiro excluído é provada intuicionisticamente para poder ser aplicada em predicados recursivos gerais.”
"Agora, se Q (x) é um predicado parcial recursivo, há um procedimento de decisão para Q(x) na sua área de definição, assim a lei do meio excluído ou “terceiro” excluído (dizendo que, Q (x) é T (verdadeiro) ou f (falso)) se aplica intuicionisticamente na sua área de definição. Mas pode não haver algoritmo para decidir, dado x, se Q (x) é definida ou não .... por isso, é apenas classicamente e não intuicionisticamente que temos uma lei do quarto excluído (dizer que, para cada x, Q (x) é ou t, f, ou u).
O terceiro "valor verdade" u portanto não está em paridade com os outros dois T e F da nossa teoria. Consideração do seu estado vai mostrar que nós somos limitados à uma tabela especial de valores verdades.
A seguir, são seus "quadros fortes" :
| ~Q |   |   |  | QVR | R | t | f | u |  | Q&R | R | t | f | u |  | Q→R | R | t | f | u |  | Q=R | R | t | f | u |
| Q  | t | f |  | Q   | t | t | t | t |  | Q   | t | t | f | u |  | Q   | t | t | f | u |  | Q   | t | t | f | u |
|    | f | T |  |     | f | t | f | u |  |     | f | f | f | f |  |     | f | t | t | t |  |     | f | f | T | u |
|    | u | u |  |     | u | t | u | u |  |     | u | u | f | u |  |     | u | t | u | u |  |     | u | u | u | u |

Por exemplo, se uma determinação não pode ser feita de se uma maçã é vermelha ou não-vermelha, então o valor verdade da afirmação Q: "Esta maçã é vermelha" é "u". Da mesma forma, o valor de verdade da afirmação R "Essa maçã não é vermelha" é "u". Assim, o “E” dessas para a afirmação Q e R, ou seja, "Essa maçã é vermelha e essa maçã é não-vermelha" será, de acordo com as tabelas, fornecer "u". E, a afirmação Q ou R, ou seja, "Esta maçã é vermelha ou essa é maçã não-vermelha" também irá fornecer "u".

## Leitura complementar
- DeVidi, David; Graham (1 de setembro de 1999). «On Confusions About Bivalence and Excluded Middle». Dialogue: Canadian Philosophical Review/Revue canadienne de philosophie. 38 (04): 785–799. ISSN 1759-0949. doi:10.1017/S0012217300006715
- Betti Arianna (2002) The Incomplete Story of Łukasiewicz and Bivalence in T. Childers (ed.) The Logica 2002 Yearbook, Prague: The Czech Academy of Sciences—Filosofia, pp. 21–26
- Jean-Yves Béziau (2003) "Bivalence, excluded middle and non contradiction", in The Logica Yearbook 2003, L.Behounek (ed), Academy of Sciences, Prague, pp. 73–84.
- Font, Josep Maria (28 de março de 2009). «Taking Degrees of Truth Seriously». Studia Logica (em inglês). 91 (3): 383-406. ISSN 0039-3215. doi:10.1007/s11225-009-9180-7